# Saint-Cyprien (Pyrénées-Orientales)
Saint-Cyprien (på Catalansk: Sant Cebrià de Rosselló) er en by og kommune i departementet Pyrénées-Orientales i Sydfrankrig. Saint-Cyprien ligger i det gamle landskab Roussillon, som er den franske del af Catalonien.
Saint-Cyprien er delt op i to. Den oprindelige by, som er vokset op omkring kirken 2 km fra havet og Saint-Cyprien Plage, som ligger ved kommunens 6 km lange sandstrand. Saint-Cyprien-Plage er en populær badeby med en af Europas største lystbådehavne.

## Navn
Saint-Cyprien har navn efter Cyprianus, en helgen som var biskop af Karthago i det 3. århundrede. En kirke i byen blev viet til ham i 915. Plage er det franske ord for strand.

## Geografi
Saint-Cyprien ligger ved Middelhavet på Roussillons store slette. Mod nord ligger lagunen Étang de Canet-Saint-Nazaire. Nærmeste byer er mod nord Canet-en-Roussillon, mod vest Alénya og Elne og mod syd Argelès-sur-Mer.

## Historie
Saint-Cypriens historie går tilbage til det 9. århundrede, hvor karolingerne indførte feudal-systemet i Roussillon. I 915 nævnes navnet Saint-Cyprien første gang. I 928 nævnes et kapel helliget Sankt Etienne og i det 13. århundrede blev en kirke bygget.
Der blev bygget kanaler og akvædukter i sumpene omkring Saint-Cyprien for at indvinde land og undgå oversvømmelser. I 1385 havde byen 350 indbyggere. I denne periode fungerede Saint-Cyprien, som havneby for den langt større naboby Elne.
I marts 1939 oprettede den franske hær en interneringslejr ved Saint-Cyprien, ligesom i Argelès mod syd og flere andre steder i Sydfrankrig. Lejren blev først oprettet for at huse flygtninge fra den Spanske Borgerkrig, men blev senere brugt til flygtninge fra Tyskland. 90.000 flygtninge levede under kummerlige forhold i lejren, hvor kun de syge og sårede boede i hytter. Lejren blev lukket 30. oktober 1940. 
Under 2. verdenskrig blev to mindre bebyggelser ved havet ødelagt. i 1947 blev 78 boliger derfor opført ved havet for at genhuse de fiskere, der havde mistet deres hjem. Yderligere en bebyggelse kom til i 1954. Det blev starten på Saint-Cyprien Plage. I starten af 1960erne lancerede den franske stat et program for at udbygge og styre turismen langs Languedoc-Roussillons kyststrækning. En række kystbyer blev udpeget som fremtidens badebyer, heriblandt Saint-Cyprien. Det medførte en række investeringer i infrastrukturen. I 1967 blev der bygget en lystbådehavn med 300 bådepladser, som allerede i 1969 blev udvidet til 700. I dag er der 2.200 bådepladser.

## Demografi

### Udvikling i folketal
| 1793 | 1800 | 1806 | 1821 | 1831 | 1836 | 1841 | 1846 | 1851 |
| ---- | ---- | ---- | ---- | ---- | ---- | ---- | ---- | ---- |
| 238  | 192  | 174  | 403  | 503  | 578  | 600  | 712  | 680  |

| 1856 | 1861 | 1866 | 1872 | 1876 | 1881 | 1886 | 1891 | 1896 |
| ---- | ---- | ---- | ---- | ---- | ---- | ---- | ---- | ---- |
| 707  | 667  | 680  | 729  | 743  | 770  | 812  | 834  | 884  |

| 1901 | 1906 | 1911 | 1921 | 1926 | 1931 | 1936 | 1946 | 1954 |
| ---- | ---- | ---- | ---- | ---- | ---- | ---- | ---- | ---- |
| 921  | 991  | 925  | 1110 | 1154 | 1254 | 1172 | 1001 | 1441 |

| 1962                                                              | 1968 | 1975 | 1982 | 1990 | 1999 | 2006  | 2011  | 2017  |
| ----------------------------------------------------------------- | ---- | ---- | ---- | ---- | ---- | ----- | ----- | ----- |
| 1854                                                              | 2592 | 3012 | 4405 | 6892 | 8573 | 10140 | 10438 | 10511 |
| Tal fra og med 1962 er uden dobbelttælling (sans doubles comptes) |      |      |      |      |      |       |       |       |